# 농협경제연구소
농협경제연구소는 농협중앙회 교육지원부문에 속해 있는 계열사였다. 2006년 10월 2일 자본금 500억원을 농협중앙회가 100% 출자하여 설립되었으나 2014년말에 폐지되어 현재는 농협중앙회의 조사연구 기능은 농협중앙회 교육지원부문 중의 하나인 농협미래경영연구소가 수행하고 있다. 현재는 다시 농협경제연구소가 되었다.

## 개요
농협중앙회 조사부에 그 뿌리를 두고 있다. 농협조사부는 1961년 발족되었으며, 그 역할과 업무를 확대 개편하여 2004년 '농협조사연구소'를 발족한 후 2년간의 과도기를 거쳐 2006년 농협경제연구소가 창립되었다. WTO 농업협상에 따른 농축산물 시장개방 확대 등의 영향으로 농업·농촌의 어려움이 증가하고 있고, 농축산물 유통구조의 변화와 금융기관 간 경쟁 심화 등 농협을 둘러싸고 있는 경영환경이 급변함에 따라서 환경 변화에 능동적으로 대응할 수 있는 전문 연구기관 설립을 필요로 하여 설립되었으며, 21세기 환경 변화에 대응한 창의적인 지식 창출로 농업인의 풍요로운 삶과 농업·농촌·농협의 지속가능한 발전에 기여하는 것을 설립목표로 정립하였다.

## 조직
2009년 농협경제연구소는 대표이사, 전무 아래 거시경제연구실, 농업정책연구실, 경영연구실, 경제사업연구실, 금융연구실, 컨설팅센터, 연구조정팀의 6실 1센터 1팀으로 구성되어 있다.